# Équitation de travail

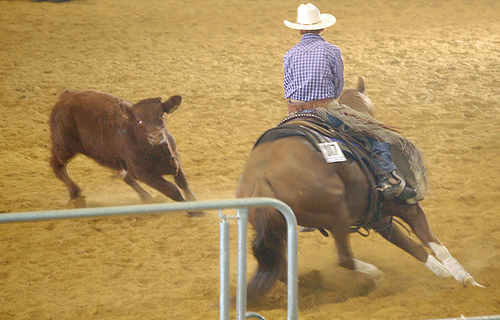
Tri du bétail en équitation western.

L’équitation de travail est une discipline équestre axée sur la conduite et le tri du bétail. C'est une discipline ancienne issue de l'utilisation traditionnelle du cheval dans la conduite du bétail. C'est une équitation fortement liée au pays dont elle est originaire. Culture et tradition équestre sont représentées par les exercices exécutés et par le costume traditionnel correspondant à la culture d’équitation de travail pratiquée. Il existe de nombreuses sortes d'équitation de travail comme l'équitation Western, la doma vaquera ou l'équitation Camargue. Les compétitions sont composées de quatre épreuves faisant écho aux connaissances indispensables à avoir dans la conduite et le tri du bétail : dressage, maniabilité, rapidité et tri du bétail.

## Histoire
Les premières compétitions ont été tenues en Italie, en France, en Espagne et au Portugal. Puis elles se sont développées en Allemagne, en Belgique, en Angleterre, en Suède, en Suisse, en Autriche, à Saint-Marin, au Brésil, aux Pays-Bas, en République tchèque, au Mexique et en Colombie. Lors des championnats européens de 2004 en Italie, la World Association of Working Equitation (Association Mondiale d'Équitation de Travail) a été créée dans le but de modérer, organiser et développer la discipline.

## Différentes équitations de travail

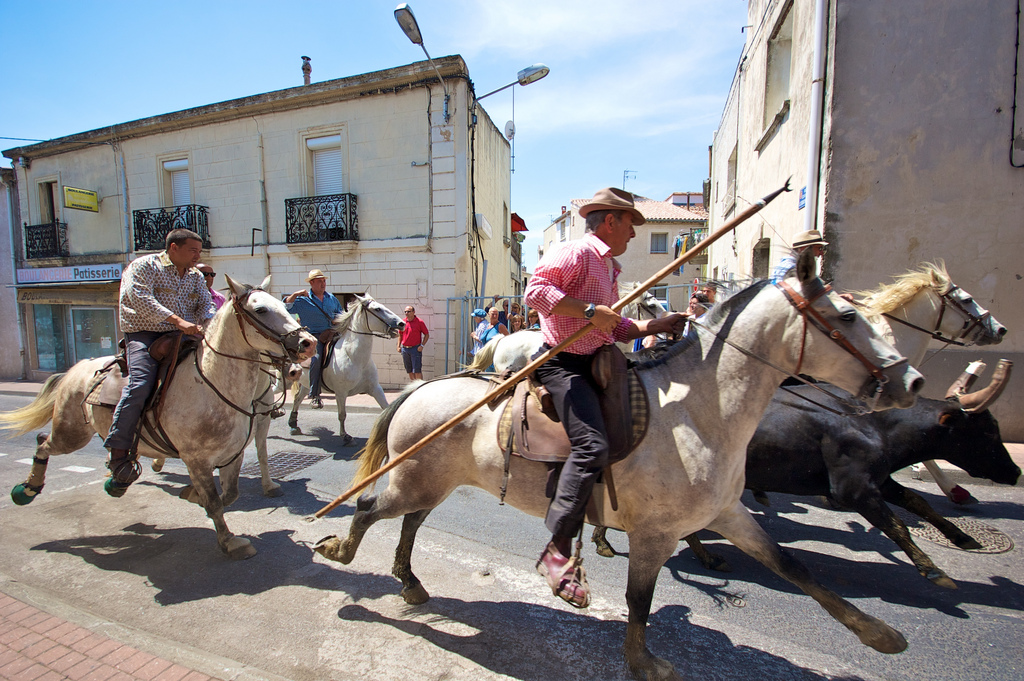
Gardians lancés au galop lors d'une abrivado

L'équitation de travail est avant tout géographique et est ainsi liée à la culture et aux traditions de différents pays. On distingue ainsi :
- l'équitation de travail italienne
- l'équitation Camargue
- la Doma vaquera
- l'équitation portugaise
- l'équitation Western

## Compétitions
Chaque compétition est composée de quatre épreuves. La Fédération française d'équitation autorise l'organisation de ces épreuves de façon combinée ou indépendante.
La principale caractéristique de ces épreuves est l'obligation de mener le cheval d'une seule main.

### Dressage
Cette épreuve est une reprise de dressage imposée dans laquelle le cavalier doit exécuter des mouvements obligatoires dans un rectangle de dressage de 40 m × 20 m. Il est évalué par un jury qui est composé de trois à cinq juges.

### Maniabilité
La maniabilité est une épreuve dans laquelle le cavalier doit amener sa monture à affronter et traverser les différents obstacles susceptibles d'apparaître dans le travail quotidien, comme des ponts ou des barrières. Le jury note la façon dont l'obstacle est traversé en fonction de l'agilité, la soumission, l'attitude et la facilité de mouvement et d'execution.

### Rapidité

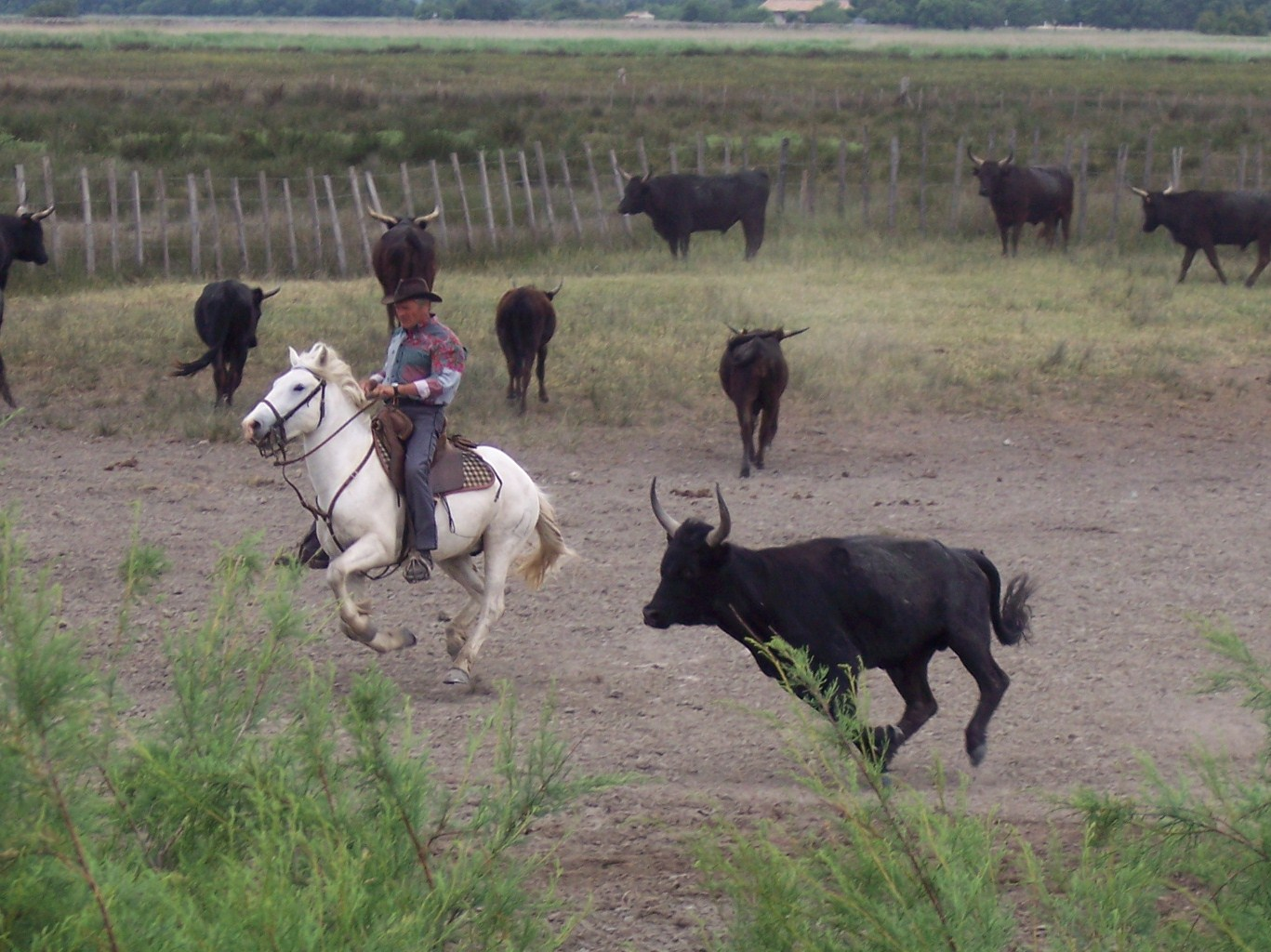
Gardian effectuant le tri en Camargue

L'épreuve de rapidité correspond en fait à une maniabilité chronométrée. Elle implique de franchir le même type d'obstacles que l'épreuve précédente, mais avec l'objectif de les franchir le plus rapidement possible, sans prendre de points de pénalité.

### Tri du bétail
L'épreuve du tri du bétail s'effectue en équipe. Elle est généralement composée de quatre cavaliers, mais la FFE réduit ce nombre à trois cavaliers pour les compétitions françaises. L'épreuve consiste à séparer des bêtes désignées au sein d'un troupeau de vaches ou de taureaux .

## Palmarès

### Championnats du monde
| Année | Lieu         | Médaille d'or           | Médaille d'argent            | Médaille de bronze         | Médaille d'or | Médaille d'argent | Médaille de bronze |
|       |              | Individuel              | Individuel                   | Individuel                 | Par équipe    | Par équipe        | Par équipe         |
| ----- | ------------ | ----------------------- | ---------------------------- | -------------------------- | ------------- | ----------------- | ------------------ |
| 2018  | Munich       | Gilberto Silva          | Thomas Türmer                | João Gonçalves             | Allemagne     | Portugal          | France             |
| 2014  | Magna Racino | Bruno Pica da Conceição | João Rafael                  | Miguel Fonseca Nuno Avelar | Portugal      | Allemagne         | France             |
| 2011  | Lyon         | Pedro Torres            | Eduardo Almeida              | Fábio Lombardo             | Portugal      | Italie            | Allemagne          |
| 2006  | Lisbonne     | David Oliveira          | Pablo Mondaca Alfonso Martin | Non décernée               | Portugal      | Espagne           | Italie             |
| 2002  | Beja         | Fabio Lombardo          | Pedro Torres                 | Luciano Pereira            | Portugal      | Brésil            | Espagne            |

### Championnats d'Europe
| Année | Lieu              | Médaille d'or                 | Médaille d'argent                         | Médaille de bronze | Médaille d'or | Médaille d'argent | Médaille de bronze |
|       |                   | Individuel                    | Individuel                                | Individuel         | Par équipe    | Par équipe        | Par équipe         |
| ----- | ----------------- | ----------------------------- | ----------------------------------------- | ------------------ | ------------- | ----------------- | ------------------ |
| 2016  | Munich            | Vasco Godinho Eduardo Almeida | Non décernée                              | Mihai Maldea       | Portugal      | Allemagne         | France             |
| 2013  | Livorno Ferraris  | Bruno Pica da Conceição       | Miguel Fonseca                            | Nuno Avelar        | Portugal      | France            | Italie             |
| 2010  | Città di Castello | Pedro Torres                  | Bruno Pica da Conceição                   | Bruno Silva        | Portugal      | Italie            | France             |
| 2009  | Ponte de Lima     | Pedro Torres                  | Bruno Pica da Conceição Leonel Dos Santos | Non décernée       | Portugal      | Italie            | Royaume-Uni        |
| 2008  | Arborea           | Pedro Torres                  | Bruno Pica da Conceição                   | Bruno Silva        | Portugal      | Italie            | Allemagne          |
| 2007  | Hartpury          | Miguel Fonseca                | Alfonso Martin                            | David Oliveira     | Portugal      | Espagne           | Italie             |
| 2005  | Almonte           | Ricardo Tavares               | José García Jarana                        | David Oliveira     | Espagne       | Portugal          | Italie             |
| 2004  | Bracciano         | Pedro Torres                  | Ricardo Tavares                           | Rodrigo Torres     | Portugal      | Espagne           | Italie             |
| 2003  | Montpellier       | João Lynce                    |                                           |                    |               |                   | Portugal           |
| 2001  | Paterna de Rivera | Alfonso Martin                | Ricardo Tavares                           | Pedro Torres       | Portugal      | Espagne           | Italie             |
| 2000  | Camaiore          | Pedro Torres                  | Ricardo Tavares                           | Paulo Santos       | Portugal      |                   |                    |
| 1999  | Montpellier       | Bento Castelhano              |                                           |                    | Portugal      |                   |                    |
| 1998  | Santarém          | Bento Castelhano              |                                           |                    | Portugal      |                   |                    |
| 1997  |                   |                               |                                           |                    |               |                   |                    |
| 1996  | Grosseto          |                               |                                           |                    |               |                   |                    |